# Halosalda lateralis

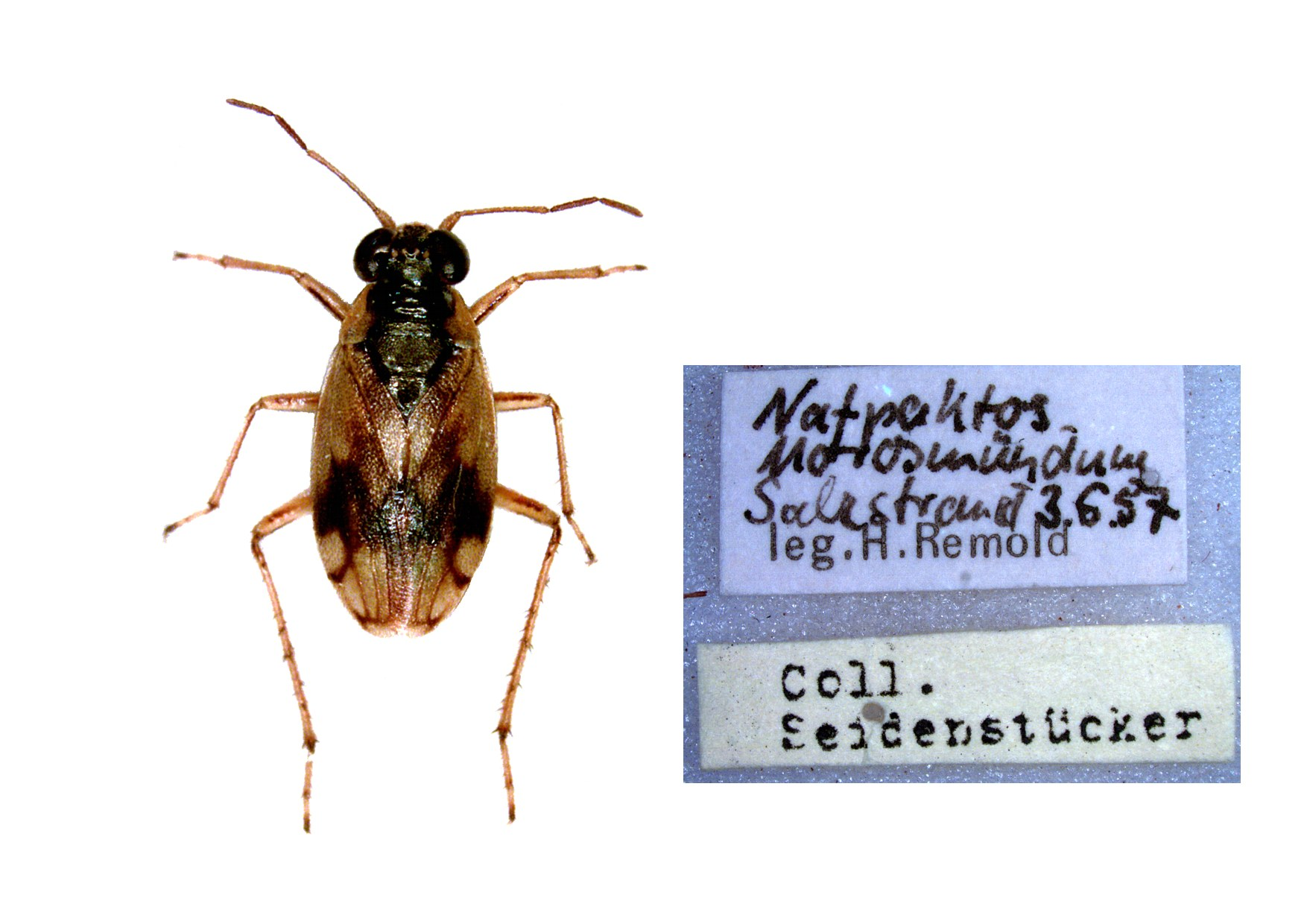
Halosalda lateralis (Fallén, 1807)

Halosalda lateralis är en insektsart som först beskrevs av Carl Fredrik Fallén 1807.  Halosalda lateralis ingår i släktet Halosalda, och familjen strandskinnbaggar. Enligt den finländska rödlistan är arten nära hotad i Finland. Arten är reproducerande i Sverige. Artens livsmiljö är öppna översvämningsstränder med finsediment vid Östersjön.